# Simone Kuhn
Simone Kuhn (Nesslau, 2 de setembro de 1980) é uma ex-jogadora de vôlei de praia suíça medalhista de ouro no Campeonato Europeu de 2004 na Alemanha.

## Carreira
Em 2000 inicia nos campeonatos internacionais no Challenge de Xylokastro ao lado de Nicole Schnyder-Benoit e finalizando em nono lugar, estiveram juntas na conquista da medalha de prata no Campeonato Europeu de Voleibol de Praia de 2001 na cidade de Jesolo, terminaram em vigésimo lugar no Campeonato Mundial em Klagenfurt, e entre as etapas do circuito mundial de 2001 que disputaram o décimo sétimo lugar foi o melhor resultado no Aberto de Gran Canarias.
Prosseguiu ao lado de Nicole Schnyder-Benoit no Campeonato Europeu de 2002 na Basileia e terminaram no quinto posto, estiveram com bons resultados no circuito mundia de 2002, obtendo o nono lugar no Grand Slam de Klagenfurt, nos Abertos de Gstaad, Stavanger, Osaka, Maoming e Maiorca.
Na temporada de 2003, permaneceu competindo com Nicole Schnyder-Benoit e novamente finalizaram o quinto lugar no Campeonato Europeu de 2003, este sediado em Alânia, mesmo resultado no Campeonato Mundial de 2003 no Rio de Janeiro, da mesma forma no circuito mundial, nos Abertos de Osaka e Milão, e obteve o quarto lugar no Aberto de Lianyungang.
Esteve com Nicole Schnyder-Benoit quando obteve pela primeira vez a medalha de ouro continental, ou seja, no Campeonato Europeu de 2004 em Timmendorfer Strand, no circuito mundial obtiveram juntas o quinto posto no Aberto de Fortaleza e no Grand Slam de Marselha, e o quarto lugar no Aberto de Milão e o bronze no Aberto de Osaka, e em Atenas nos Jogos Olímpicos de 2004 finalizaram no décimo nono lugar.
Em 2005 formou parceria com Lea Schwer conquistaram o título na etapa Satélite de Lausana, terminaram no quinto lugar no Campeonato Europeu em Moscou e no Campeonato Mundial de Berlim, nos eventos do circuito mundial obteve com esta atleta como melhores resultados, o sétimo lugar no Grand Slam de Paris e no Aberto de Bali,  quinto posto no Aberto de Atenas e o quarto lugar no Aberto de Osaka.
Com Lea Schwer terminaram no décimo terceiro lugar no Campeonato Europeu de 2006 na cidade de Haia, terminaram em nono lugar no Aberto de Xangai, nos Grand Slams de Gstaad, Stavanger e Kagenfurt.
Com Lea Schwer terminaram no décimo terceiro lugar no Campeonato Mundial de 2007 em Gstaad, nas etapas do circuito mundial  ficaram no sétimo lugar no Aberto de Kristiansand, no nono posto nos Abertos de Fortaleza e São Petersburgo.Em nova jornada com tal jogadora, terminaram no décimo sétimo lugar no Campeonato Europeu de 2008 em Hamburgo, terminaram em nono no Aberto de Barcelona e em quinto no Grand Slam de Gstaad, e nos Jogos Olímpicos de 2008 em Pequim finalizaram no décimo nono lugar, desfazendo a dupla e disputando o Aberto de Mysłowice ao lado de Romana Kayser e ocuparam no vigésimo quinto lugar.
Em 2009 disputou o Masters do Circuito Europeu  em Gran Canaria e finalizando no quinto posto, e prosseguiu com Nadine Zumkehr e conquistaram a medalha de bronze no Campeonato Europeu de 2009 em Sochi,terminando no décimo sétimo lugar no Campeonato Mundial de Stavanger, ainda terminaram em nono no Aberto de Barcelona, no Grand Slam de Gstaad, obteve  o ouro pela primeira vez no circuito mundial, no Aberto de Sanya.
No Campeonato Europeu de 2010, sediado em Berlim finalizou em nono lugar ao lado de Nadine Zumkehr, obeve o quinto posto no Grand Slam de Stavanger.No Campeonato Europeu de Kristiansand, no ano de 2011, em terminaram em quinto mesmo feito nos Grand Slams de Pequim, Gstaad e Moscou, no Campeonato Mundial de Roma finalizaram no décimo sétimo lugar.
Em 2012 continuou com Nadine Zumkehr e conquistaram o ouro no Grand Slam de Roma, o terceiro posto no Grand Slam de Gstaad e o quarto posto no Aberto de Aland, nos Jogos Olímpicos de Verão de 2012 terminaram no nono lugar.

## Títulos e resultados
- Grand Slam de Roma do Circuito Mundial de Vôlei de Praia de 2012
- Aberto de Sanya do Circuito Mundial de Vôlei de Praia de 2009
- Grand Slam de Gstaad do Circuito Mundial de Vôlei de Praia de 2012
- Aberto de Osaka do Circuito Mundial de Vôlei de Praia de 2004
- Aberto de Aland do Circuito Mundial de Vôlei de Praia de 2012
- Aberto de Osaka do Circuito Mundial de Vôlei de Praia de 2005
- Aberto de  Milão do Circuito Mundial de Vôlei de Praia de 2004
- Aberto de Lianyungang do Circuito Mundial de Vôlei de Praia de 2003
- Campeonato Europeu:2005